# Ocean City (Maryland)

Położenie na mapie Maryland

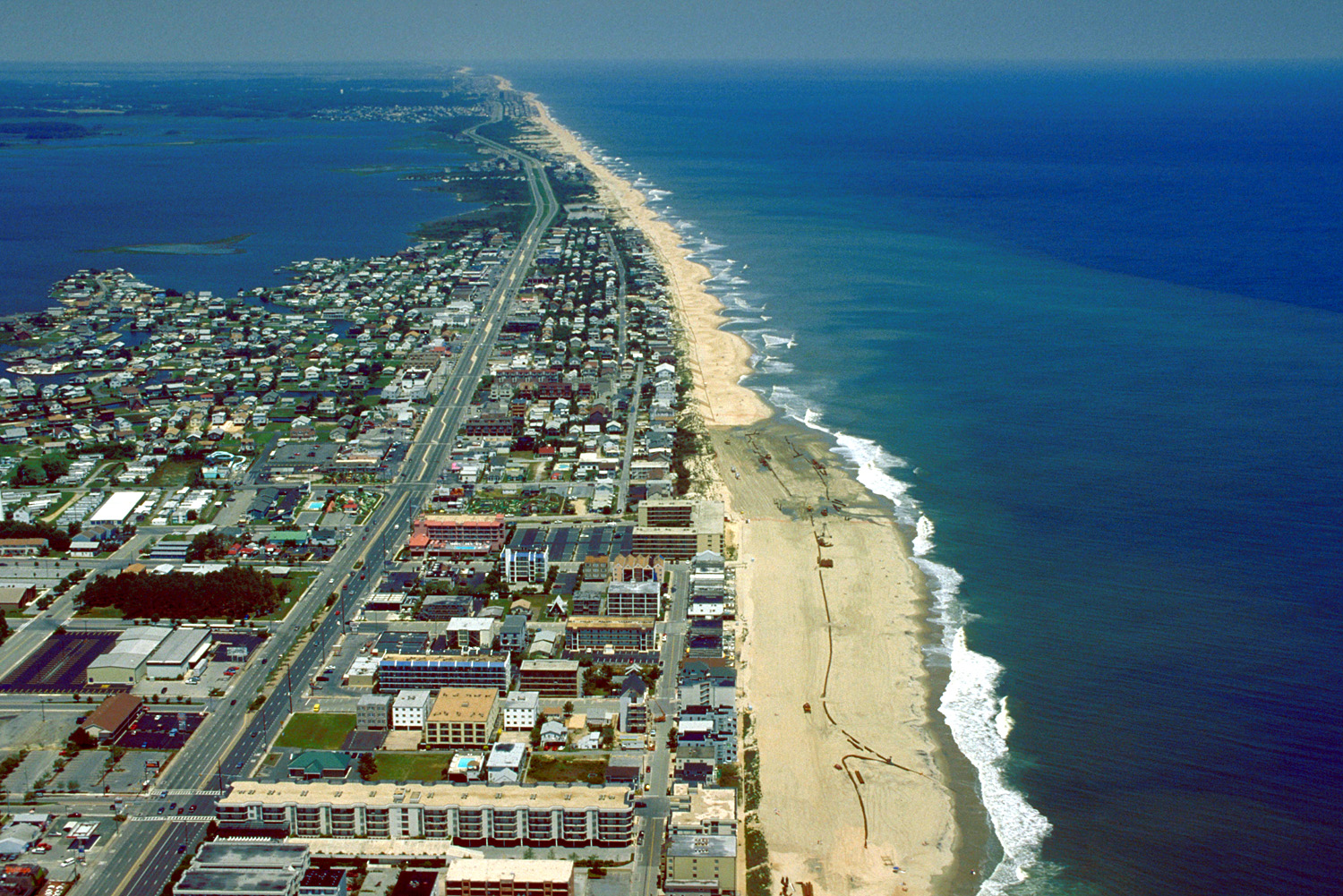
Ocean City

Ocean City – miejscowość wypoczynkowa u wybrzeży Oceanu Atlantyckiego, położona w hrabstwie Worcester w amerykańskim stanie Maryland. W 2000 roku była zamieszkana przez 7173 mieszkańców. Zajmuje powierzchnię 94,2 km², z czego 82,4 km² stanowi powierzchnia wód, a 11,8 km² powierzchnia lądu.